# BGM–71 TOW

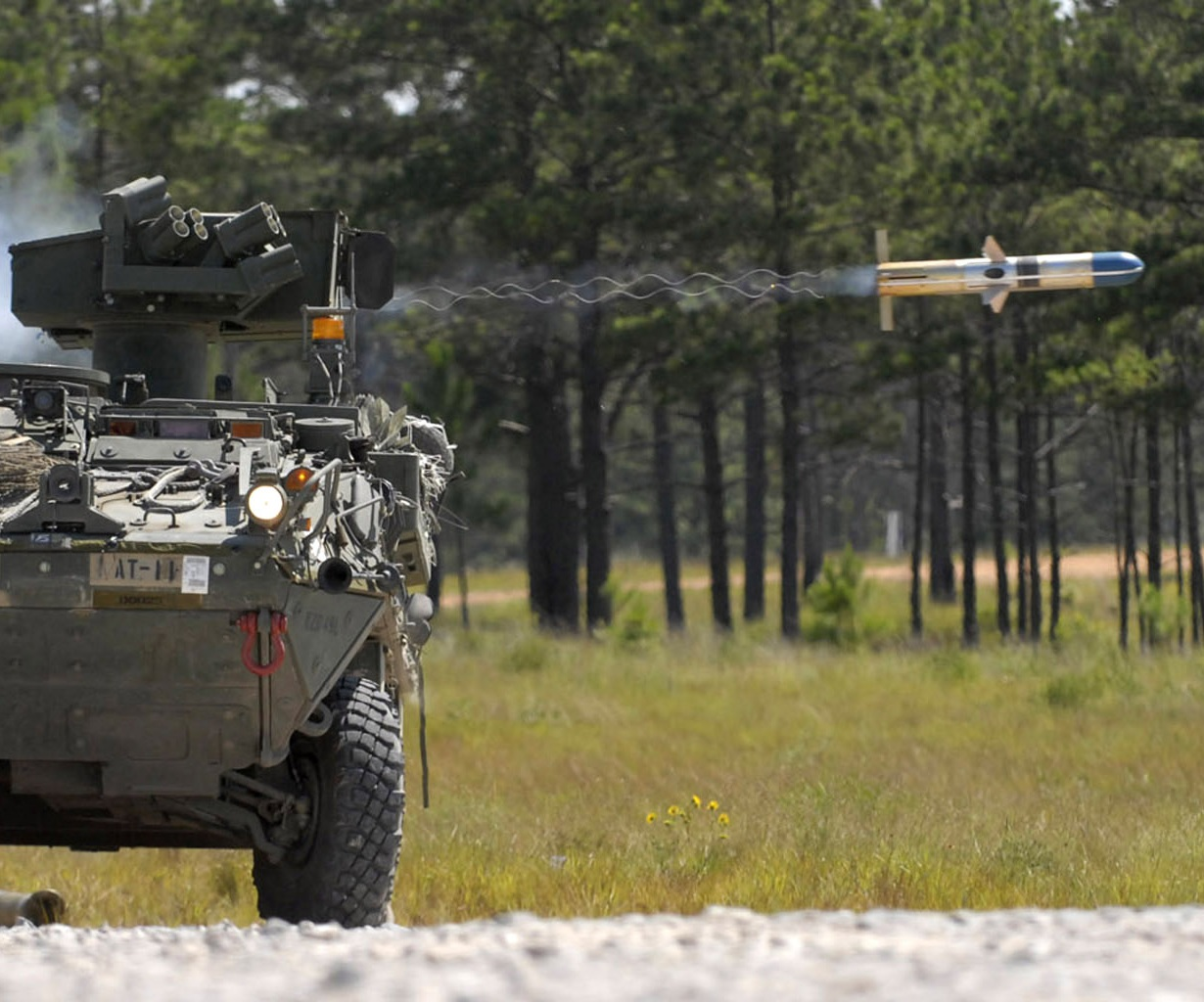
Egy amerikai M1134 Stryker TOW-t indít. Jól megfigyelhető a vezérlő huzalköteg

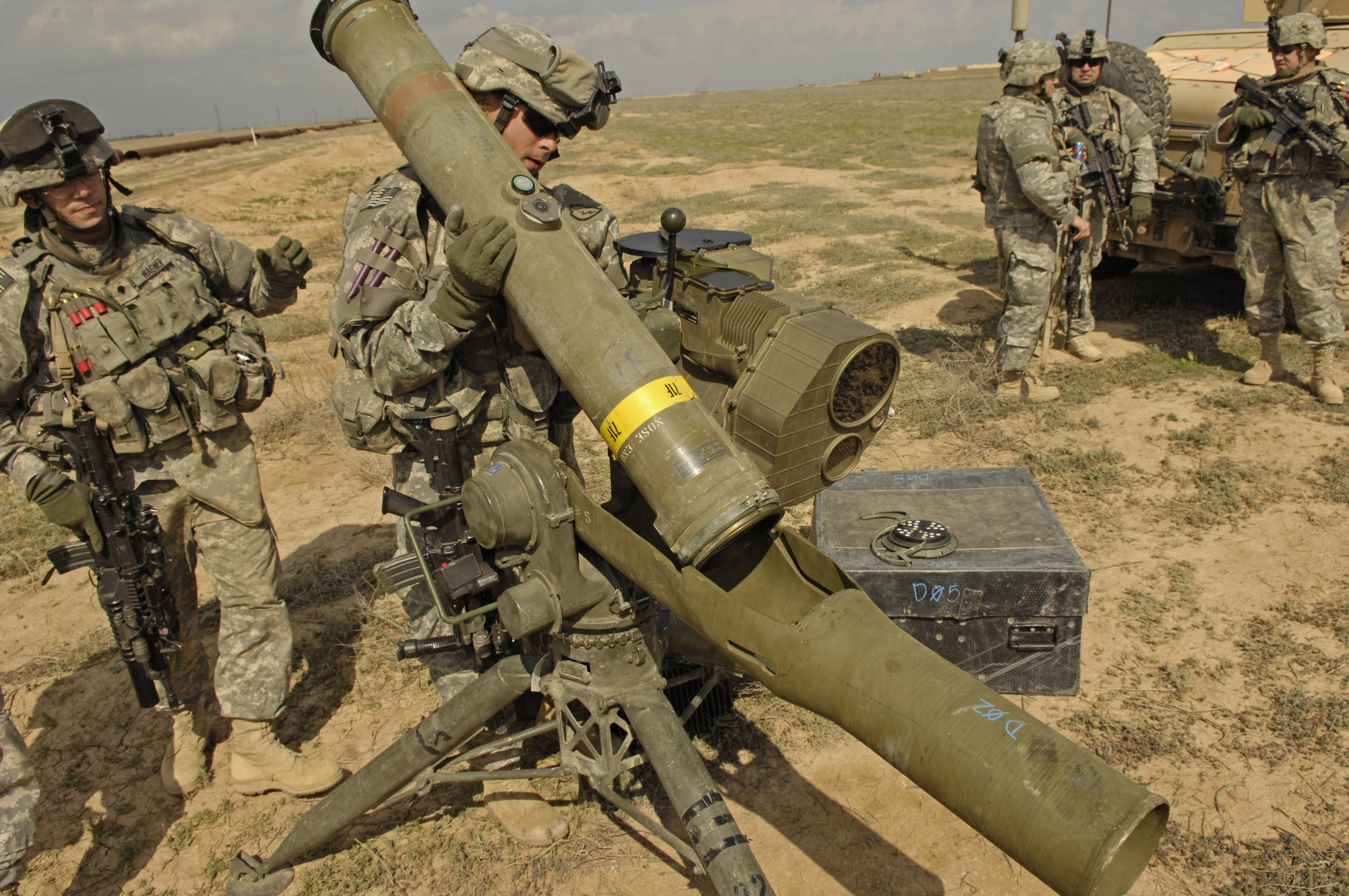
A Raytheon ITAS típusú indítóállványának töltése Irakban, 2007 áprilisában

A BGM–71 TOW amerikai fejlesztésű páncéltörő rakéta, melyet 1970-től gyárt a Hughes Aircraft Company. Egyike a két legszélesebb körben alkalmazott irányított páncéltörő rakétának. A TOW egy betűszó, amely feloldva Tube-launched, Optically-tracked, Wire guided missile, azaz „csőből indított, optikailag rávezetett huzalvezérlésű rakéta”.
1975-től Irán is alkalmazza, az iszlám fordulat óta maga gyártja és fejleszti tovább Toophan néven.

## Fordítás
- Ez a szócikk részben vagy egészben  a   BGM-71 TOW című angol Wikipédia-szócikk ezen változatának fordításán alapul.  Az eredeti cikk szerkesztőit annak laptörténete sorolja fel. Ez a jelzés csupán a megfogalmazás eredetét és a szerzői jogokat jelzi, nem szolgál a cikkben szereplő információk forrásmegjelöléseként.

## Külső hivatkozás
- TOW project history at Redstone Arsenal
- More information at Designation Systems.net
- The Early TOW Missile Story & Photos
- Tank vs Missile - 1974 article Archiválva 2009. július 16-i dátummal a Wayback Machine-ben
- Iranian Copies of the TOW and DRAGON Archiválva 2016. augusztus 18-i dátummal a Wayback Machine-ben
- Information relating to Raytheon produced BGM-71 TOW Missile
- Discovery Channel program on "Modern Missiles" with best video information on TOW today.  TOW part starts at two minutes. YouTube